# تاريخ الاستكشاف الأوروبي في التبت

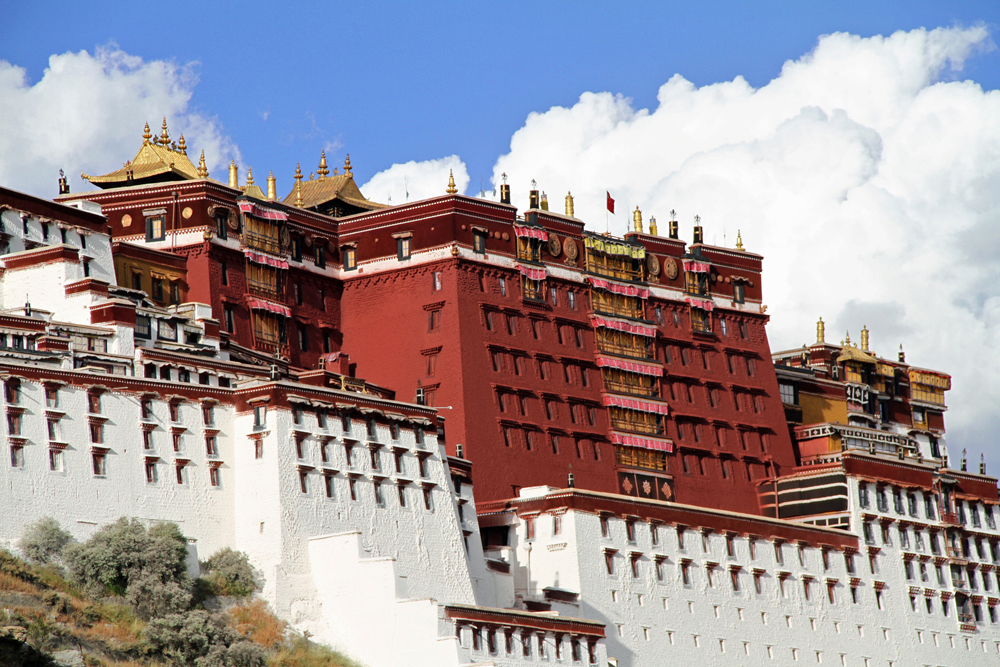

كان السفر إلى التبت الموجودة في أعماق جبال الهيمالايا صعبًا للغاية طوال أوقات السنة، فضلًا عن حقيقة أن الأمر كان ممنوعًا تقليديًا على كل الأجانب الغربيين. أدت السياسات الداخلية والخارجية في كل من التبت، والصين، وبوتان، وآسام، والممالك الهندية الشمالية إلى جعل الدخول إلى التبت أمرًا صعبًا على كل الأوروبيين من الناحية السياسية. جعل عدم القدرة على الوصول والحساسية السياسية من التبت لغزًا وتحديًا للأوروبيين في القرن العشرين.

## التاريخ

### القرن الثاني عشر – القرن السادس عشر
كانت التقارير الأوروبية الأولى عن التبت من بنيامين التطيلي الذي غادر سرقسطة في أراغون عام 1160م وسافر إلى بغداد قبل العودة إلى مملكة نبرة عام 1173م. واستنادًا إلى المناقشات التي أجراها مع دارسين، يصف بنيامين التيبت بأنها أرض المسك، واستغرقت رحلته فيها 4 أيام من سمرقند.
بعد أقل من 100 عام، أرسل لويس التاسع مبعوثًا إلى مونكو خان في قراقورم عام 1253م. ذكر الراهب وليام من روبروك أن شعب التبت «كان مبغوضًا من بقية الشعوب والأمم» بسبب ممارستهم لطقوس شرب من جماجم آبائهم، كما كان الراهب أول من يصف ملابس الداي لاما التبتي بالتفصيل.
كان أول ادعاء موثق لأوروبي يزعم أنه زار التبت من أودوريك بوردينون، وهو فرنسيسكاني ادعى أنه سافر عبر التبت في حوالي عام 1325. سرق جون ماندفيل توثيقات أودوريك ونشرها لاحقًا.
في عام 1459، ظهر موقع التبت العام بوضوح باسم «ثيبت» على خريطة فرا ماورو، وبشكل قريب ودقيق من الموقع الفعلي الصحيح.

### القرن السابع عشر
أول توثيق لوصول أوروبيين إلى التبت كان لاثنين من المبشرين اليسوعيين البرتغاليين، هما: أنتونيو دي أندراده، ومانويل ماركيز في يوليو أو أغسطس 1624. بدأت رحلة أندراده وماركيز التي استغرقت ثمانية أشهر في أغرة، حيث انضموا إلى موكب الإمبراطور جهانكير وسافروا إلى دلهي تحت حمايته، وتنكرا هناك في شكل حجاج هندوس وانضموا إلى قافلة متجهة إلى ضريح بادرينات الهندوسي. سارت القافلة باتجاه نهر الغانج إلى سري نكر ومملكة غارهوال حيث ضُبطا. اعتقلهما راج غارهوال واستجوبهما لمدة أسبوع قبل السماح لهما بالمضي قدمًا، فانضما إلى القافلة من جديد ووصلا إلى بادرينات، وحدث ذلك على الأغلب في مطلع يونيو عام 1624م. في بادرينات، غادروا القافلة وذهبوا إلى مانا، آخر بلدة قبل ممر مانا وحدود التبت. حاول أندراده وماركيز، بعد أن أدركا أن عملاء راج غارهوال يطاردونهما، الوصول إلى ممر مانا لكن دون جدوى لأنه كان مغطى بالثلوج. بقي ماركيز في مانا لتشتيت المطاردين وانضم إلى أندراده ومجموعة من التبتيين في انقضاض ثان ناجح على ممر مانا في يوليو أو أغسطس 1624. رحب ملك وملكة جوج بهذين الرجلين بحرارة، وأصبحا أول أوروبيين موثقين يدخلون التبت، وبعد بقائهم هناك مدة شهر واحد فقط، عاد أندراده وماركيز إلى أغرا بحلول نوفمبر من عام 1624 لتنظيم رحلة أخرى للسنة التالية. في عام 1625، وبدعم كامل من ملك وملكة جوج، قام أندراده وماركيز بإرساء بعثة دائمة في تسابارنغ.
بناء على نصيحة أندراده، أُرسلت بعثة إلى جنوب التبت من الهند عام 1627. استقبل ملك هو تسانغ المبشرين البرتغاليين جواو كابرال وإستيفاو كاسيلا في شيغاتسي، وأرسى الاثنين بعثتهما هناك عام 1628م.
قدم كابرال وكاسيلا أول المعلومات التي وصلت إلى الحضارة الغربية عن بلد شامبالا الروحاني في تقاريرهم إلى الهند.
أجليت كلا المهمتين عام 1635 بعد دخولهما في منافسة مع مدرستي القبعة الحمراء والصفراء (الغيلوغ) البوذيتين. وثقت زيارة الأوروبيين التالية بعد مضي 25 عامًا.